# Macrocondyla chorista
Macrocondyla chorista är en tvåvingeart som beskrevs av Hall 1973. Macrocondyla chorista ingår i släktet Macrocondyla och familjen svävflugor. Inga underarter finns listade i Catalogue of Life.